# 花丸幼稚园
《花丸幼稚园》是勇人創作的日本漫画作品。於史克威爾艾尼克斯漫畫雜誌《YOUNG GANGAN》2005年23號、2006年3號两次短篇刊登都獲得好评，于是从2006年18號正式连载至2011年21号完結。單行本全11卷。
2010年1月开始在東京电视系播放，动画由GAINAX制作。

## 劇情簡介
本作品是讲述花丸幼稚园很活泼的小朋友－杏为了自己最喜欢的土田老师而展开各种作战行动的喜剧。

## 登場人物

### 儿童
花丸幼稚園中分3組，年少、年中、年長，其下各自又分組。除以下的櫻、桃、向日葵組以外，還有年長組的百合組和年少組的蒲公英組。

#### 櫻組
年少組。負責老師是土田老師。
杏（声：真堂圭）
本作品主人公。花丸幼稚园的樱组女孩子。美国出生。非常喜欢樱组的负责老师土田直純，每天都热衷于接近他。时不时和同代的男孩子捨掉幼稚，讨论设计和土田的未来之类，或者无意识地像个大人一样接近土田直純，也有为了从母亲樱那里吃到点心而离家出走，基本上也有精神年龄和年龄相应的时候。与柊、小梅是关系良好的一组，在其中是带头人和气氛带动者，另外对友人和动物、植物也有同情心。在梦和妄想中经常有已经长大的自己登场，目前把自己和土田在意的山本老师进行对比而感到绝望，对“成为大人”有着强烈的憧憬。
从故事最开始对山本老师有明显敌意，逐渐和解，變得非常友好。
金色的頭髮，及呆毛是其特征。
柊（声：高垣彩陽）
花丸幼儿园的樱组女孩子。杏的朋友，为杏能接近土田直純而在后面支持她。非常有大人样，有着无法认为她是幼儿园儿童的丰富知识。在和杏、小梅的朋友圈里是做为参谋的存在，有着可以让土田直純和山本都瞠目结舌的各种各样的知识。也有利用知识和理论做事却失败的时候，也会因土田和山本直接的表扬感到害羞，也有很多像比杏和小梅更喜欢熊喵这类像小孩子一样的地方。容易感动，在周围发生的事件解决之后都会流着像瀑布一样多的眼泪；受寵若驚、害羞時（健治拜師時、被山本老師稱讚COS的很可愛時），會跳怪怪的舞。而且看上去很受朋友们的信赖。
深受天文学者父亲的影响，将来的梦想是成为宇宙飞行员，和各种各样的宇宙人相遇，友好地一起观测天体。
没有画嘴的脸、马尾式藍髮是她的特征。COSPLAY是她的兴趣，基本上每一集都会有她COS什么东西的样子出现。
小梅（声：MAKO）
花丸幼儿园的樱组女孩子。杏的朋友。超可愛又非常害羞的女孩。某次跌倒，為向日葵班的優君扶起，因而喜歡上他。上有非常溺愛她的大學生哥哥。跑步較慢因此向草野老師請益。
良太（声：藤村步）
杏的冤家對頭。家中次男。富朝氣又活潑且淘氣，是櫻組的男生頭領、搗蛋鬼。因擅長遊戲，身為老師的土田反而向他討教。
健一（声：藤田麻美）
常和良太在一起的朋友。動畫中才有了名字。
葵（声：五十嵐裕美）
性格快活明朗。家裡經營鱼店，耳濡目染故擅長叫賣。想要幫忙魚店生意卻因父親希望她多玩耍而不允許。因某次杏等同學路過幫忙的契機，其父親始同意幫忙。
苺花（声：大龜明日香）
因母親認定為乖孩子，有點過度保護。有一妹。與柚菜關係很好。
柚菜（声：松永真穗）
常和苺花一起。夢想是想當漫畫家。

#### 桃組
年中組。負責老師是山本老師。
守（声：佐藤有世）
很喜歡山本老師。
樹（声：五十嵐裕美）
性格早熟，積極接近草野老師。

#### 向日葵組
年長組。負責老師是草野老師。
雛菊（声：伊瀨茉莉也）
是社團老大的女兒。因土田親切對待喜歡上土田而轉學入園。向土田要求結婚，得知土田喜歡山本並向她挑戰。但明白自己敵不過山本後一度想放棄追求土田，在杏的鼓勵下，決定推遲聘禮事宜，希望土田老師能待自己長大。
健治（声：沼倉愛美）
向日葵組的学生。于动画第二集骗小梅把兔子独留在家的话会寂寞而死等而被柊一一纠正。向自恃博學多聞的健治不甘心受挫，跟踪柊，监视她在班上的举动以便抓獲把柄。向她挑战找出傳言中西方公园边林子內妖怪的真身，晚上在公园晃动时被柊找到，最终发现妖怪只不过是一堆被弃置的垃圾而已。健治佩服柊的学识，翌日回校后拜柊为师。
小早川優（声：五十嵐裕美）
小梅的初戀對象。性格溫厚柔和。長男，有一姐，父亲是外交官，家境富裕。

### 老师
土田直純（声：日野聰／木村遙（少年時代））
本作中頗為重要之男角色，杏學母親也稱其為「小土」，動畫開始時為花丸幼稚園新聘雇的老師。
目前負責櫻組，即杏的班級。雖然是新老師，但與學童、教師之間的相處異常融洽。
個性平易近人，平時沒有突出之處。興趣部分，工作時間以外最大的樂趣是打電動，也因此常常造成晚起趕著上班的結果。
曾經是杏的母親的高中學弟，現在受到杏的熱烈追求，使土田有點招架不住。
土田本人對山本老師有愛慕之意，乃是花丸幼稚園眾所皆知的祕密。
山本菜菜子（声：葉月繪理乃）
花丸幼稚園裡的女老師之一，為人和藹可親充滿母性的光環。對幼稚園的事情極度用心，但感情方面卻異常遲鈍。有一個很要好的妹妹，兩人同住。漫畫第10卷末尾開始，意識到土田是異性；她即將離開花圈圈幼稚園，轉到了另一所幼稚園繼續當老師時，得到了土田的告白，成為了彼此的戀人。漫畫最終卷（第11卷）以她和土田在異地戀中第一次牽手約會的場景結束。
草野蕗央瀨老師（声：水原薰）
負責向日葵組。運動型老師，帶領的小孩也會變得好動。喜歡肌肉男，因此立志要在幼稚園開始讓男生有志運動，未來長成壯男。支援土田對山本的戀情，即使後來喜歡上土田而告白，之後依然支持他們兩人的戀情。
川代老師（声：若林直美）
鬱金香組老師（該組原作並無該組）。為自己較矮小而煩惱。
園長老師（声：青山桐子）
該園園長。對初次有男老師加入工作行列抱有期待。
西風老師（声：恒松步）
長髮。喜歡算命。
水主川老師（声：小笠原亞里沙）
短髮。平日看似堅強，因工作壓力大，會在同事聯誼會上一醉方歸。

### 其它登場人物
土田皐月（声：廣田詩夢）
土田直純的妹妹。傲嬌、兄控。高中生，成績優秀。擅長家務、烹飪等，其社團的烹飪技術甚至曾經獲得地方獎狀。抱怨哥哥經常不回老家，而且在外生活邋遢。對其兄在幼稚園的事業抱持敬意。
櫻（声：本名陽子）
土田的学姐，杏的母亲。孩子王，土田常和她在一起玩。高中没毕业就已经和杏的父亲结婚。高三時妊娠，因丈夫往美國留學而放棄高中畢業。
杏的父親（声：樫井笙人）
杏的父親。有名的畫家。櫻和土田的美術老師，櫻的班主任。在櫻還是高中生時兩人就已經戀愛、結婚。
組長（声：小西克幸）
雛菊的父親。男氣組組長。臉上有傷且一臉兇惡，為常嚇哭小孩而煩惱。懼內愛女，平日為地方的活動出力，不對非道上的人動手。
動畫中設定為與櫻不相熟。
智之（声：尾上翔）
小梅的哥哥。大學生。妹控。對妹妹極度溺愛，甚至大學放假後會特地在園外遠觀自己的妹妹的活動，並攝錄其一舉一動。
柊的父親（声：小西克幸）
柊的父親。天文學者，喜歡觀星，大大地影響了柊。
山本真弓（声：斎藤千和）
山本菜菜子的妹妹。性格天真浪漫且活潑。對姐姐感情上的遲鈍感到吃驚，然而自己也是一樣。在漫畫編輯部打工，是漫畫家花丸的責任編輯的助手。曾努力鼓勵瓶頸期的花丸，花丸因此喜歡上她。
花丸（声：遊佐浩二）
漫畫家。低年齡層人氣動畫「熊喵」的作者。喜歡真弓，卻無法表達。

## 出版書籍
| 集數 | 史克威爾艾尼克斯 | 史克威爾艾尼克斯       | 尖端出版社     | 尖端出版社             |
| 集數 | 發售日期         | ISBN                   | 發售日期       | EAN / ISBN             |
| ---- | ---------------- | ---------------------- | -------------- | ---------------------- |
| 1    | 2007年4月25日    | ISBN 978-4-7575-1999-2 | 2008年10月28日 | EAN 471-7702-21978-9   |
| 2    | 2007年9月25日    | ISBN 978-4-7575-2124-7 | 2009年8月5日   | EAN 471-7702-22534-6   |
| 3    | 2008年2月25日    | ISBN 978-4-7575-2225-1 | 2009年12月11日 | EAN 471-7702-22913-9   |
| 4    | 2008年8月25日    | ISBN 978-4-7575-2330-2 | 2012年2月18日  | EAN 471-7702-24081-3   |
| 5    | 2009年2月25日    | ISBN 978-4-7575-2500-9 | 2012年3月15日  | EAN 471-7702-24660-0   |
| 6    | 2009年8月25日    | ISBN 978-4-7575-2658-7 | 2012年6月20日  | EAN 471-7702-24752-2   |
| 7    | 2009年12月25日   | ISBN 978-4-7575-2758-4 | 2013年1月23日  | EAN 471-7702-25290-8   |
| 8    | 2010年6月25日    | ISBN 978-4-7575-2915-1 | 2014年9月2日   | EAN 471-7702-26240-2   |
| 9    | 2010年12月25日   | ISBN 978-4-7575-3106-2 | 2015年6月9日   | EAN 471-7702-26691-2   |
| 10   | 2011年7月25日    | ISBN 978-4-7575-3271-7 | 2016年4月8日   | ISBN 978-957-10-6494-9 |
| 11   | 2011年12月24日   | ISBN 978-4-7575-3457-5 | 2016年7月12日  | ISBN 978-957-10-6676-9 |

### 相關書籍
- - 2010年2月25日發行、ISBN 978-4-7575-2814-7
- 嬉皮笑園 第14卷（氷川へきる著）2010年4月27日發行
  - 收錄合作漫畫「嬉皮笑園和花圈圈幼稚園（ぱにぽに&はなまる幼稚園）」
- はなまる幼稚園 あにめあるばむ ANIMESTYLE SELECTION
  - スタイル發行/飛鳥新社發售、2010年7月23日、ISBN 978-4-86410-025-0

## 电视动画
漫畫雜誌《YOUNG GANGAN》2009年12號发表动画化的消息。電視動畫从2010年1月开始在東京电视台所属的6个电视台上播放。

### 製作團隊
- 原作：勇人（在史克威爾艾尼克斯的《YOUNG GANGAN》上連載）
- 導演：水島精二
- 系列構成：小黑祐一郎
- 人物设计：大塚舞
- 美術監督：松本浩樹
- 色彩設計：竹澤聰
- 攝影監督：山田豐德
- 音樂：Sadesper Record（NARASAKI & WATCHMAN）
- 音響監督：本山哲
- 制片人：武田康廣、倉重宣之、林玄規
- 动画制作：GAINAX
- 製作：花丸幼稚園家長會（《はなまる幼稚園》保護者会）

### 主題曲
片头曲
歌 - 杏（真堂圭）、柊（高垣彩陽）、小梅（MAKO）
片尾曲
（第1話）
作詞 - 吉田朋代 / 作曲・編曲 - NARASAKI / 歌 - 杏（真堂圭）、柊（高垣彩陽）、小梅（MAKO）
（第2話）
作詞 - 只野菜摘 / 作曲・編曲 - コジマミノリ / 歌 - 柊（高垣彩陽）
（第3話）
作詞 - 只野菜摘 / 作曲・編曲 - NARASAKI / 歌 - 山本菜菜子（葉月絵理乃）
（第4話）
作詞 - 高橋菜々 / 作曲・編曲 - NARASAKI / 歌 - 杏（真堂圭）
（第5話）
作詞 - 只野菜摘 / 作曲・編曲 - WATCHMAN / 歌 - 小梅（MAKO）
（第6話）
作詞 - 大森祥子 / 作曲・編曲 - WATCHMAN / 歌 - さつき（廣田詩夢）
（第7話）
作詞 - NARASAKI / 作曲・編曲 - NARASAKI / 歌 - 土田先生（日野聡）、さつき（廣田詩夢）
（第8話）
作詞 - 松浦有希 / 作曲・編曲 - NARASAKI / 歌 - 雛菊（伊瀬茉莉也）
（第9話）
作詞 - 松浦有希 / 作曲・編曲 - NARASAKI / 歌 - 山本先生（葉月絵理乃）、真弓（斎藤千和）
（第10話）
作詞 - 只野菜摘 / 作曲・編曲 - NARASAKI / 歌 - 土田先生（日野聡）
「Yes, We Can!!」（第11話）
作詞 - 大森祥子 / 作曲・編曲 - WATCHMAN / 歌 - 草野先生（水原薫）、川代先生（若林直美）
（第12話）
作詞 - 高橋菜々 / 作曲・編曲 - NARASAKI / 歌 - 杏（真堂圭）、桜（本名陽子）

插入曲
（第12話）
作詞 - 松浦有希 / 作曲・編曲 - NARASAKI / 歌 - 山本先生（葉月絵理乃）

### 各話列表
| 話數 | 日文標題     | 中文標題               | 腳本       | 分鏡              | 演出     | 作畫監督                                 | 總作畫監督 | 片尾插畫     | 播放日期       |
| ---- | ------------ | ---------------------- | ---------- | ----------------- | -------- | ---------------------------------------- | ---------- | ------------ | -------------- |
| 一   |              | 花丸式的入園式         | 小黑祐一郎 | 木村隆一          | 木村隆一 | 大塚舞                                   | -          | 小林尽       | 2010年 1月10日 |
| 一   | 花丸式的母親 |                        | 小黑祐一郎 | 木村隆一          | 木村隆一 | 大塚舞                                   | -          | 小林尽       | 2010年 1月10日 |
| 二   |              | 花丸式的滑梯           | 小黑祐一郎 | 木村隆一          | 小竹歩   | 本村晃一                                 | 大塚舞     | 今泉昭彦     | 1月17日        |
| 二   | 花丸式的天才 |                        | 小黑祐一郎 | 木村隆一          | 小竹歩   | 本村晃一                                 | 大塚舞     | 今泉昭彦     | 1月17日        |
| 三   |              | 花丸式的三角關係       | 小黑祐一郎 | 富田浩章          | 富田浩章 | 小野田將人                               | 大塚舞     | ワダアルコ   | 1月24日        |
| 三   | 花丸式的一天 |                        | 小黑祐一郎 | 富田浩章          | 富田浩章 | 小野田將人                               | 大塚舞     | ワダアルコ   | 1月24日        |
| 四   |              | 花丸式的約會           | 小黑祐一郎 | 鈴木薫            | 鈴木薫   | 益山亮司                                 | 本村晃一   | 岩崎正和     | 1月31日        |
| 四   | 花丸式的幫手 |                        | 小黑祐一郎 | 鈴木薫            | 鈴木薫   | 益山亮司                                 | 本村晃一   | 岩崎正和     | 1月31日        |
| 五   |              | 花丸式的偵探團         | 小黑祐一郎 | 鎌田祐輔 水島精二 | 鎌田祐輔 | 清丸悟                                   | 大塚舞     | 桂明日香     | 2月7日         |
| 五   |              | 花丸式的初戀           | 小黑祐一郎 | 鎌田祐輔 木村隆一 | 鎌田祐輔 | 清丸悟                                   | 大塚舞     | 桂明日香     | 2月7日         |
| 六   |              | 花丸式的泳池           | 小黑祐一郎 | 名取孝浩          | 名取孝浩 | 本村晃一                                 | -          | ひぐちきみこ | 2月14日        |
| 六   | 花丸式的作戰 |                        | 小黑祐一郎 | 名取孝浩          | 名取孝浩 | 本村晃一                                 | -          | ひぐちきみこ | 2月14日        |
| 六   |              | 花丸式的哥哥           | 小黑祐一郎 | 木村隆一          | 名取孝浩 | 池田佳代                                 | 本村晃一   | ひぐちきみこ | 2月14日        |
| 六   | 花丸式的留宿 |                        | 小黑祐一郎 | 木村隆一          | 名取孝浩 | 池田佳代                                 | 本村晃一   | ひぐちきみこ | 2月14日        |
| 七   |              | 花丸式的暑假           | 佐伯昭志   | 佐伯昭志          | 佐伯昭志 | 三浦貴弘                                 | 大塚舞     | 山田秀樹     | 2月21日        |
| 七   |              | 花丸式的夏日祭典       | 佐伯昭志   | 佐伯昭志          | 佐伯昭志 | 清丸悟、田中春香 渡邊伸弘、大塚舞        | 大塚舞     | 山田秀樹     | 2月21日        |
| 八   |              | 花丸式的魚店夥計       | 小黒祐一郎 | 角田一樹          | 角田一樹 | 清丸悟                                   | 大塚舞     | かのえゆうし | 2月28日        |
| 八   | 花丸式的對手 |                        | 小黒祐一郎 | 角田一樹          | 角田一樹 | 清丸悟                                   | 大塚舞     | かのえゆうし | 2月28日        |
| 九   |              | 花丸式的慰問品         | 小黒祐一郎 | 富田浩章          | 富田浩章 | 安食佳                                   | 本村晃一   | しろー       | 3月7日         |
| 九   |              | 花丸式的夢想           | 小黒祐一郎 | 富田浩章          | 富田浩章 | 小野田將人                               | 本村晃一   | しろー       | 3月7日         |
| 九   | 花丸式的夜晚 |                        | 小黒祐一郎 | 富田浩章          | 富田浩章 | 小野田將人                               | 本村晃一   | しろー       | 3月7日         |
| 十   |              | 花丸式的應援團         | 小黒祐一郎 | 長崎健司          | 長崎健司 | 平田雄三                                 | 大塚舞     | 高河弓       | 3月14日        |
| 十   | 花丸式的告白 |                        | 小黒祐一郎 | 長崎健司          | 長崎健司 | 平田雄三                                 | 大塚舞     | 高河弓       | 3月14日        |
| 十一 |              | 花丸式主動送上門的老婆 | 小黒祐一郎 | 鈴木薫            | 鈴木薫   | 清丸悟                                   | 本村晃一   | ゆきみつ     | 3月21日        |
| 十一 |              | 花丸式的故事           | 小黒祐一郎 | 鈴木薫            | 鈴木薫   | 小野田將人 三浦貴弘                      | 本村晃一   | ゆきみつ     | 3月21日        |
| 十二 |              | 花丸式的聖誕節         | 小黒祐一郎 | 木村隆一          | 木村隆一 | 大塚舞                                   | -          | 中村光       | 3月28日        |
| 十二 |              | 花丸式的心情           | 小黒祐一郎 | 木村隆一          | 木村隆一 | 大塚舞 小野田將人 三浦貴弘 安食佳 清丸悟 | 大塚舞     | 中村光       | 3月28日        |

### 播放電視台
| 播放地區       | 播放電視台   | 播放日期                | 播放時間             | 播放系列       | 備註   |
| -------------- | ------------ | ----------------------- | -------------------- | -------------- | ------ |
| 關東廣域圈     | 東京電視台   | 2010年1月10日 - 3月28日 | 星期日 25:30 - 26:00 | 東京電視台系列 |        |
| 福岡縣         | TVQ九州放送  | 2010年1月11日 - 3月29日 | 星期一 26:23 - 26:53 | 東京電視台系列 |        |
| 大阪府         | 大阪電視台   | 2010年1月12日 - 3月30日 | 星期二 26:05 - 26:35 | 東京電視台系列 |        |
| 愛知縣         | 愛知電視台   | 2010年1月13日 - 3月31日 | 星期三 25:28 - 25:58 | 東京電視台系列 |        |
| 岡山縣、香川縣 | 瀨戶內電視台 | 2010年1月14日 - 4月1日  | 星期四 25:58 - 26:28 | 東京電視台系列 |        |
| 北海道         | 北海道電視台 | 2010年1月15日 - 4月2日  | 星期五 26:00 - 26:30 | 東京電視台系列 |        |
| 日本全域       | AT-X         | 2010年1月16日 - 4月3日  | 星期六 8:30 - 9:00   | CS放送         | 有重播 |
| 滋賀縣         | 琵琶湖放送   | 2010年4月2日 - 7月2日   | 星期五 26:00 - 26:30 | 獨立UHF局      |        |

## 網路廣播
以《花丸幼稚园 广播组》为名的网络电台在动画播放之前的2009年12月28日就在アニメイトTV开始播放。初回为第0回。参与人员是让每次动画里的参演声优中的数人作为『《花丸幼稚园 广播组》的小朋友们』参加的。

### 播放列表
| 放送回数 | 播放日         | 播放時长 | 标题                                    | 备注                                                                          |
| -------- | -------------- | -------- | --------------------------------------- | ----------------------------------------------------------------------------- |
| 0日目    | 2009年12月28日 | 20：40   | はなまるな入園式 （花丸式的入园式）     | -                                                                             |
| 1日目    | 2010年1月18日  | 37：42   | はなまるなフラフープ （花丸式的呼拉圈） | -                                                                             |
| 2日目    | 2010年1月25日  | 41：16   | はなまるなコマ回し （花丸式的陀螺）     | 小学校の入試問題に挑戦する。                                                  |
| 3日目    | 2010年2月1日   | 33：48   | はなまるな豆まき （花丸式撒豆）         | -                                                                             |
| 4日目    | 2010年2月8日   | 43：53   | はなまるなチョコレート （花丸式巧克力） | おもいでのコーナーでは 「初恋のおもいで」が取り上げられる。                   |
| 5日目    | 2010年2月15日  | 36：55   | はなまるなメンコ （花丸式拍洋画）       | -                                                                             |
| 6日目    | 2010年2月22日  | 38：07   | はなまるなおままごと （花丸式过家家）   | おとなたちのコーナーでは、四字熟語を使った 心理テストに挑戦します。           |
| 7日目    | 2010年3月1日   | 44：24   | はなまるなおひなさま （花丸式的小雏）   | おもいでのコーナーでは、 子供のころ苦手 だったもの（/食べ物）をあげたりする。 |
| 8日目    | 2010年3月8日   | 42：14   | はなまるなミニトマト                    | 新コーナー多数できる。 育成中の（赤福/ミニトマト）の話が話題になる。          |
| 9日目    | 2010年3月15日  | 36：38   | はなまるなスーパーボール                | 間引きされたミニトマト （页面存档备份，存于）は SFが育成している。            |
| 10日目   | 2010年3月22日  | 40：00   | はなまるなすごろく                      | -                                                                             |

### 参加人员
- 杏（真堂圭）【＃0 - ＃4、＃6 - ＃10】
- 小梅（MAKO）【＃0 - ＃10】
- 柊（高垣彩陽）【＃1、＃4 - ＃8、＃10】
- 土田直純（日野聡）【＃7】
- 山本真弓（斎藤千和）【＃13】